# Planetary Resources
Planetary Resources, Inc. (Recursos Planetarios), conocida anteriormente como Arkyd Astronautics, es una compañía formada en noviembre de 2010, que fue reorganizada y renombrada en 2012. Su objetivo declarado es "expandir la base de recursos naturales de la Tierra" mediante el desarrollo y la implementación de las tecnologías para la minería de asteroides. Algunas fuentes en la compañía dicen que Planetary Resources es Arkyd Astronautics bajo un nuevo nombre, pero Eric Anderson (anteriormente de Space Adventures), un cofundador, también ha dicho que Arkyd se volvió una subsidiaria totalmente perteneciente a Planetary Resources.
Aunque el objetivo a largo plazo de la compañía es minar asteroides, sus planes iniciales incluyen el desarrollo de un mercado para pequeños telescopios espaciales (30–50 kg) reducidos en costo tanto para observación de la Tierra y astronomía. Estas naves espaciales emplearían un sistema óptico-láser para comunicaciones en tierra, reduciendo el volumen y la masa de carga útil comparados con las antenas convencionales RF. La implementación de tales telescopios orbitales está prevista como el primer paso en las ambiciones de minería de asteroides de la compañía. Las mismas capacidades de los telescopios satelitales que Planetary Resources espera vender a los clientes pueden ser utilizadas para explorar y examinar de forma intensiva los asteroides cercanos a la Tierra.

## Historia
Arkyd Astronautics fue fundada en noviembre de 2010, con Peter Diamandis como copresidente y director, y el presidente y jefe ingeniero Chris Lewicki; reclutó a muchos empleados mediante ofertas de trabajo abiertas. De acuerdo al cofundador Eric Andersen, el nombre "Arkyd Astronautics" fue deliberadamente ambiguo, para ayudar a mantener secreta la agenda de minería de asteroides de la compañía.
La compañía ganó atención de los medios de comunicación en abril de 2012 con el anuncio de una conferencia de prensa, programada para el 24 de abril de ese año. El comunicado de prensa inicial proveyó información limitada; hasta el 20 de abril de 2012, solo una lista de grandes inversores y asesores se conocía. Estaban incluidos en la lista un cierto número de personas notables por su iniciativa empresarial e interés en el espacio, la exploración, y la investigación. Algunos también tenían una involucración en investigación espacial. se especuló que Planetary Resources estaba "buscando formas para extraer materias primas de fuentes no terrestres", como el medio por el cual (como se dijo en el comunicado de prensa) "añadiría billones de dólares al producto interno bruto global". Desde el principio, la asunción dominante fue que la compañía intentaba desarrollar operaciones de minería de asteroides, con una fuente anónima informando sobre la afirmación antes del evento del 24 de abril.
Planetary Resources también estableció un sitio web del mismo nombre. El sitio fue registrado el 22 de febrero de 2012, por una entidad auto-llamada Anderson Astronautics. Antes de la conferencia de prensa del 24 de abril, el área públicamente accesible del sitio incluía solo una página de título. Esta tenía el logotipo de la compañía, una noticia del anuncio del 24 de abril, alguna información básica de contacto, y un medio para registrarse para notificaciones mediante correo electrónico. Fueron prometidos cambios al sitio web para el día del anuncio. Después de que comenzó la conferencia de prensa, varias páginas adicionales fueron añadidas al sitio, incluyendo información más detallada sobre la compañía, los objetivos del proyecto, las tecnologías involucradas, y arte conceptual.
La conferencia de prensa "revelada" fue llevada en el Museo del Vuelo en Seattle, Washington, Estados Unidos, el 24 de abril de 2012. Los boletos para este evento tuvieron un precio básico de 25 dólares. Los principales anuncios y discusiones fueron dados por un panel de 5 personas claves en el proyecto. La conferencia de prensa fue también transmitida por internet en spacevidcast.com. Fue incluida una funcionalidad de chat en el webcast, aunque incluyó solo una limitada interacción con los principales participantes en el evento en vivo.

## Planes
El objetivo de Planetary Resources es desarrollar una industria robótica de minería de asteroides. Para lograr esto, la compañía opera sobre la base de un plan estratégico a largo plazo.

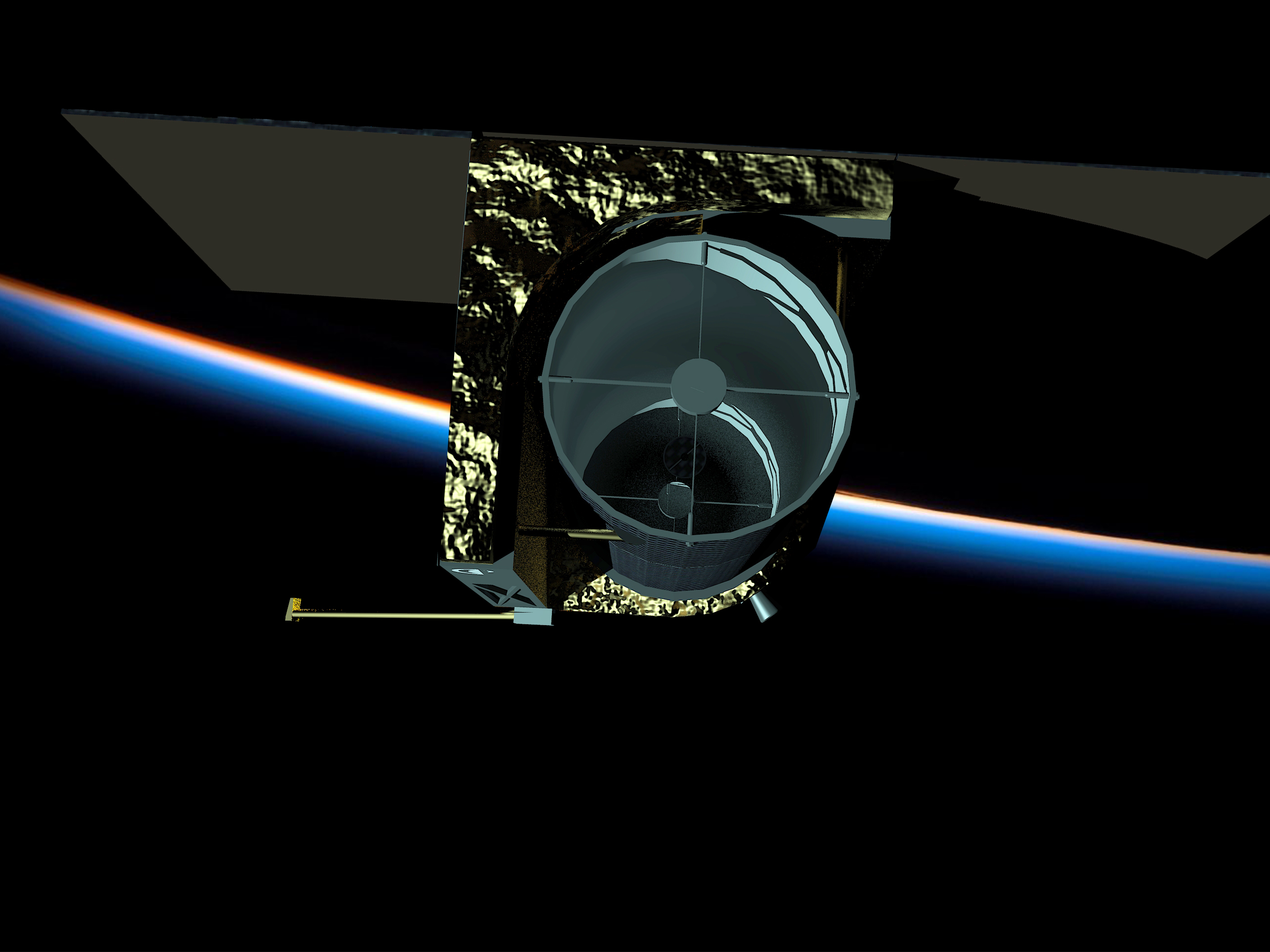
Ilustración artística de un telescopio espacial Arkyd-100 en una órbita baja terrestre.

La primera etapa será un estudio y un análisis, utilizando satélites específicos en la órbita de la Tierra, para localizar los mejores objetivos entre los asteroides cercanos a la Tierra. Varios pequeños telescopios espaciales, con varias capacidades de detección, serán lanzados para este propósito. El sitio web de la compañía afirma que sus telescopios espaciales estarán disponibles para contratarse, para usos privados. La compañía también trata de producir satélites para su venta. Su primer modelo de telescopio espacial, el Arkyd-100, ha sido introducido.
Posteriores etapas del plan estratégico prevén el envío de sondas de reconocimiento a asteroides seleccionados para trazar un mapa, incluyendo exploración profunda, y realizar muestreo con análisis y/o misiones de toma de muestra y retorno. La compañía ha dicho que podría tomar una década terminar de identificar los mejores candidatos para la minería comercial.
Finalmente, su intención es establecer operaciones de minería y procesamiento completamente automatizadas o robotizadas en los asteroides, y la capacidad de transportar los productos resultantes donde quiera que se desee. Además de la extracción de metales industriales y preciosos para uso espacial y terrestre, el proyecto prevé el producir agua para un depósito de propelente orbital. El objetivo a mediano y largo plazo de la compañía es desarrollar las tecnologías necesarias hasta la madurez y utilizarlas en operaciones de prueba de conceptos.
Otra meta es desarrollar la tecnología para afectar y controlar las órbitas de pequeños asteroides. Esto podría ser usado también para tratar con algún asteroide potencialmente peligroso en el espacio cercano a la Tierra, que llegaran a presentar un riesgo serio de impacto con el planeta.
Planetary Resources está buscando alianzas y oportunidades para comercializar sus capacidades para otros propósitos relacionados, tales como la educación y la investigación.